# Neshani Andreas
Neshani Andreas (* 1964 in Walvis Bay, Südafrika; † Mai 2011 in Windhoek) war eine namibische Schriftstellerin und Lehrerin.

## Leben
Neshani Andreas wurde 1964 in der Hafenstadt Walvis Bay in Südafrika. Sie war das zweite von acht Kindern, ihre Eltern waren als Arbeiter in einer Fischfabrik tätig. Bereits in frühen Jahren soll sie das Bedürfnis verspürt haben, Schriftstellerin zu werden. Nach ihrer Schulausbildung studierte sie am Teacher's College in Ongwediva und lehrte anschließend als Lehrerin für fünf Jahre. Später studierte sie Pädagogik an der Universität von Namibia und schloss das Studium erst mit einem Bachelor of Arts, dann mit einem Post-Graduate ab.
Von 1988 bis 1992 unterrichtete Andreas in einer Landschule in Nordnamibia.
2001 veröffentlichte sie ihr Werk The Purple Violet of Oshaantu, das vornehmlich auf den Erfahrungen in dem Landstrich basiert. Der Roman behandelt die Rolle der Frau in der traditionellen namibischen Gesellschaft. Er erschien nur auf Englisch.

“I did not want to be insensitive to my culture, I did not want to be insulting, but I wanted to be as honest and realistic as possible.”

Das Werk erlangte internationale Aufmerksamkeit, da es eines der ersten namibischen Werke nach der Unabhängigkeit von Südafrika war. Andreas selbst beschrieb, dass es zu dieser Zeit de facto keine Schreibkultur in Namibia gegeben habe und ihr Werk ergo „einsam“ sei. Es blieb ihr einziges Werk.
Andreas arbeitete bis zu ihrem Tod als Angestellte des Forum for African Women Educationalists. Sie starb im Mai 2011 im Alter von 46 Jahren in der namibischen Hauptstadt Windhoek an Lungenkrebs.

## Veröffentlichung
- The purple violet of Oshaantu. Heinemann, Johannesburg, Südafrika 2017, ISBN 978-0-435-91208-6 (Erstausgabe:  Oxford  2001).